# Gnetum gracilipes
Gnetum gracilipes — вид голонасінних рослин класу гнетоподібних.

## Поширення, екологія
Країни проживання: Китай (Гуансі, Юньнань). Місця проживання та екології цього виду вивчені недостатньо. G. gracilipes був знайдений на гірських схилах і це, безумовно, лісовий вид, що вимагає вологої гущавини лісу. Вид, ймовірно, відбувається на висотах 200–1500 м.

## Загрози та охорона
Основні загрози: втрата середовища існування, викликана перетворенням лісів на орні землі і, вирубки. Дуже великі ділянки лісу були очищені вже давно і кілька природних місць існування залишаються і носять фрагментарний характер. Чи вид зустрічається в захищених зонах немає чітких даних.